# Fri vattenyta

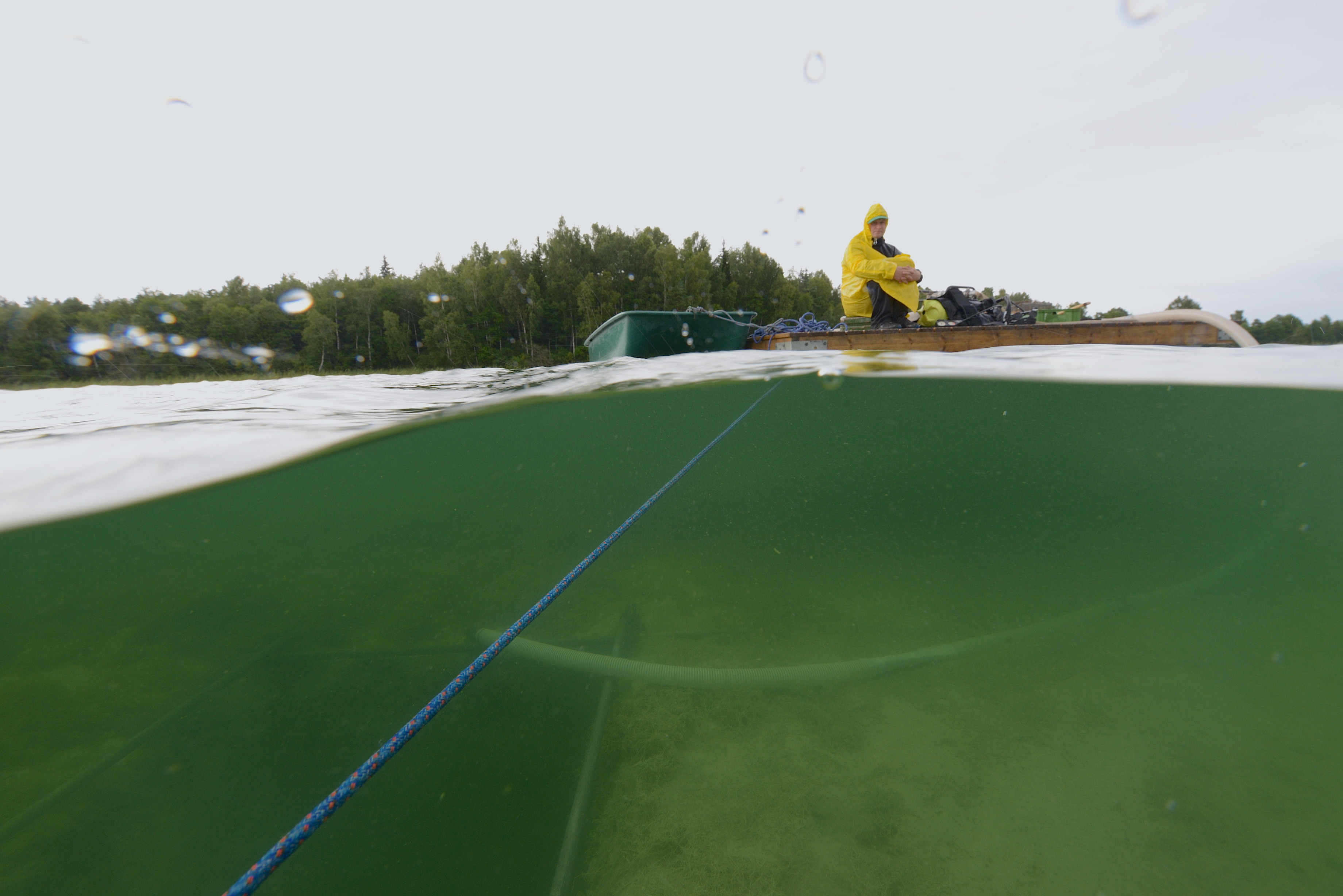
Fria vattenytan är gränsen mellan vatten och luft.

Fri vattenyta är själva vattenytan på ett ytvattenmagasin, till exempel en sjö, å, vattenpöl etc. Per definition är tryckpotentialen = 0 vid en fri vattenyta. I hydrogeologiska studier används termen ofta i kontrast till grundvattenyta.